# Emma Smith
Emma Hale Smith Bidamon (Harmony Township, 10 de julho de 1804 – Nauvoo, 30 de abril de 1879) foi uma professora, compositora e religiosa cristã dos Estados Unidos, uma das principais figuras do Movimento dos Santos dos Últimos Dias e esposa de Joseph Smith Jr., restaurador de A Igreja de Jesus Cristo dos Santos dos Últimos Dias.
Congratula-se por ter fundado a organização feminina mais antiga do mundo, a Sociedade de Socorro, juntamente com outras vinte mulheres, em 1842. Emma Smith foi ainda a primeira presidente da organização.
A primeira coletânea de hinos das igrejas provenientes do Movimento dos Santos dos Últimos Dias foi compilada por Emma Smith em 1830, que também compôs alguns dos hinos. Posteriormente, ela adotou novamente esta atividade pouco antes de sua morte, desta vez destinada exclusivamente para a Igreja Reorganizada de Jesus Cristo dos Santos dos Últimos Dias, fundada por seu filho, Joseph Smith III. Dos 341 hinos pertencentes aos Santos dos Últimos Dias, 26 são de sua autoria.

## Biografia

### Infância e primeiro casamento (1804–1829)
Emma Hale nasceu em 10 de julho de 1804, em Harmony Township, no condado de Susquehanna,  no estado norte-americano da Pensilvânia. Filha de Elizabeth Lewis Hale e Isaac Hale, uma dona de casa e um fazendeiro, respectivamente, foi a sétima filha do casal. Sua infância é pouco conhecida pelos historiadores. Entretanto, sabe-se que Emma nasceu e cresceu na fazenda da família, na zona rural de Harmony Township, onde operavam uma pousada. Aprendeu a andar a cavalo e ensinou os irmãos a andarem de barco no rio Susquehanna. Apesar da pouca condição financeira, Emma freqüentou a escola em todas as oportunidades permitidas, incluindo um ano além do comum de ensino da gramática, e concluiu os estudos. Passou a exercer a profissão de professora, lecionando para crianças em uma escola na região onde vivia a Família Hale.
Emma conheceu seu futuro marido, Joseph Smith Jr., em 1825, quando este trabalhou juntamente com seu pai e hospedou-se na pousada de propriedade de sua família, enquanto viajava pela região. Joseph Smith Jr. vivia perto de Palmyra, no estado de Nova Iorque. Na ocasião, ele trabalhava em uma companhia de homens que trabalhavam em uma mina. Embora não tenha encontrado êxito em seu trabalho em Harmony, Joseph Smith Jr. regressou à cidade por duas vezes para casar-se com Emma. Isaac Hale, pai de Emma, recusou-se a permitir o casamento, pois considerava Joseph Smith um estranho. Emma e Joseph fugiram de Harmony Township e casaram-se em 17 de janeiro de 1827, na casa de Thomas Tarbell, em South Bainbridge. O casal mudou-se para a casa dos pais de Joseph, em Manchester.
Na ocasião, Emma tinha a idade de 22 anos de idade e Joseph, 21 anos. Há relatos de que Emma tenha tido uma relação solidária e duradoura com sua sogra, Lucy Mack Smith. Entretanto, Joseph e seu pai, Isaac Hale, tratavam-se de maneira hostil.
Em 22 de setembro de 1827, Joseph e Emma foram para uma montanha agora conhecida como a Colina de Cumorah, onde Joseph alegou receber um conjunto de Placas de ouro. Isto criou uma grande excitação na área. Embora nunca tenha tido permissão para ver as placas, Emma ajudou Joseph a escondê-la contra a intrusão violenta de parte dos habitantes da cidade, que procurava as placas devido ao grande valor financeiro que tinham. Por conta disso, o casal mudou-se novamente para Harmony, indo viver na casa dos pais de Emma. Isaac Hale doou parte de suas terras para Emma, e assim, ela e Joseph construíram uma pequena fazenda, onde passaram a dedicar-se à agricultura esporádica. Emma tornou-se a primeira de várias escribas que ajudaram na tradução das Placas de ouro. Ela tornou-se uma testemunha física das placas, relatando que sentiu-as através de um pano. Quanto a isso, escreveu mais tarde em uma entrevista com seu filho, Joseph Smith III: "Ao escrever para o seu pai, que estava longe, eu escrevia freqüentemente, dia após dia, muitas vezes sentada à mesa por perto, e ele sentado com o rosto enterrado em seu chapéu, e ditando hora após hora".
Em 15 de junho de 1828, Emma deu à luz seu primeiro filho, chamado Alvin. Alvin não sobreviveu e morreu algumas horas depois do parto, na própria fazenda da família, onde nasceu.
Em maio de 1829, Emma e Joseph passaram a viver na casa de David Whitmer, em Fayette. David Whitmer era amigo de Joseph Smith Jr. e o ajudava na tradução do Livro de Mórmon. O Livro de Mórmon foi publicado em março de 1830.

### 1830–1839

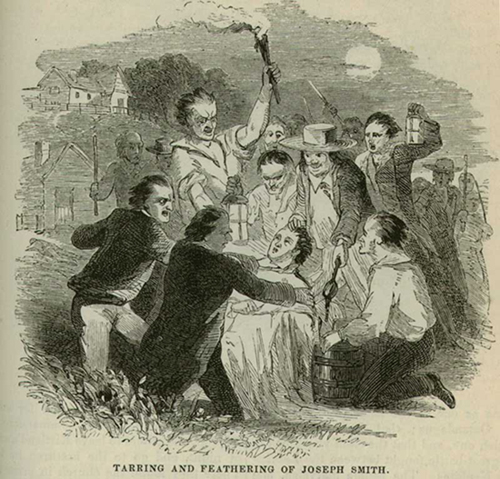
Em 1832, uma multidão agrediu ferozmente Joseph Smith Jr., Emma Smith, Sidney Rigdon e outros Santos dos Últimos Dias.

Em 6 de abril de 1830, Joseph e cinco outros homens restauraram "A Igreja de Cristo" (cujo nome foi mudado para "A Igreja de Jesus Cristo dos Santos dos Últimos Dias" em 1838).
Emma converteu-se ao mormonismo e foi batizada por Oliver Cowdery em 28 de junho de 1830, em Colesville, onde um ramo inicial da igreja foi estabelecido. Durante a semana seguinte, Joseph Smith Jr. foi preso, julgado e inocentado em South Bainbridge, e tornou-se um "espelho" na lei estadual de fraudes — espelho foi um golpe comum na qual a pessoa que olha o vidro alega ter a capacidade de encontrar um tesouro enterrado por uma taxa. Há relatos de que Emma tornou-se uma mulher abatida após a prisão de seu esposo. Enquanto esteve na prisão, Joseph escreveu diversas cartas a Emma. Em uma delas, havia escrito o seguinte: "Os teus pecados estão perdoados, e tu és uma senhora eleita, a quem tenho chamado." A revelação passa a afirmar que Emma vai "ser ordenada nos termos da mão (referindo-se a José, profeta bíblico) para expor as escrituras, e para exortar a igreja" e ainda autoriza Emma a fazer uma seleção dos hinos sagrados para a igreja. Este relato sobre Emma Smith, considerado pelos Santos dos Últimos Dias como uma revelação dada por intermédio de Joseph Smith, está hoje descrito no livro de Doutrina e Convênios.
Após a liberação de Joseph, ele e Emma retornaram a Harmony. Entretanto, a relação do casal com os pais de Emma acabaram se agravando, e o casal voltou a viver em casas de membros da igreja. Eles viviam com a família Whitmers, em Fayette, em seguida, com Newel K. Whitney e sua família em Kirtland e em seguida em uma cabine em uma fazenda de propriedade de Isaac Morley. Foi nesta fazenda, em 30 de abril de 1831, prematuramente, que Emma deu à luz os gêmeos Tadeu e Louisa, que acabaram morrendo horas depois. Nesse mesmo dia, Julia Clapp Murdock, uma mulher mórmon, morreu ao dar à luz gêmeos, chamados Joseph e Julia. Quando completaram nove meses de idade, seu pai, John Murdock, os entregou para Emma e Joseph Smith Jr., que os adotaram. Alguns meses depois, em 2 de setembro de 1831, Emma mudou-se com o esposo, Joseph, e os gêmeos, para a casa de John Johnson, em Hiram, no estado norte-americano do Ohio.

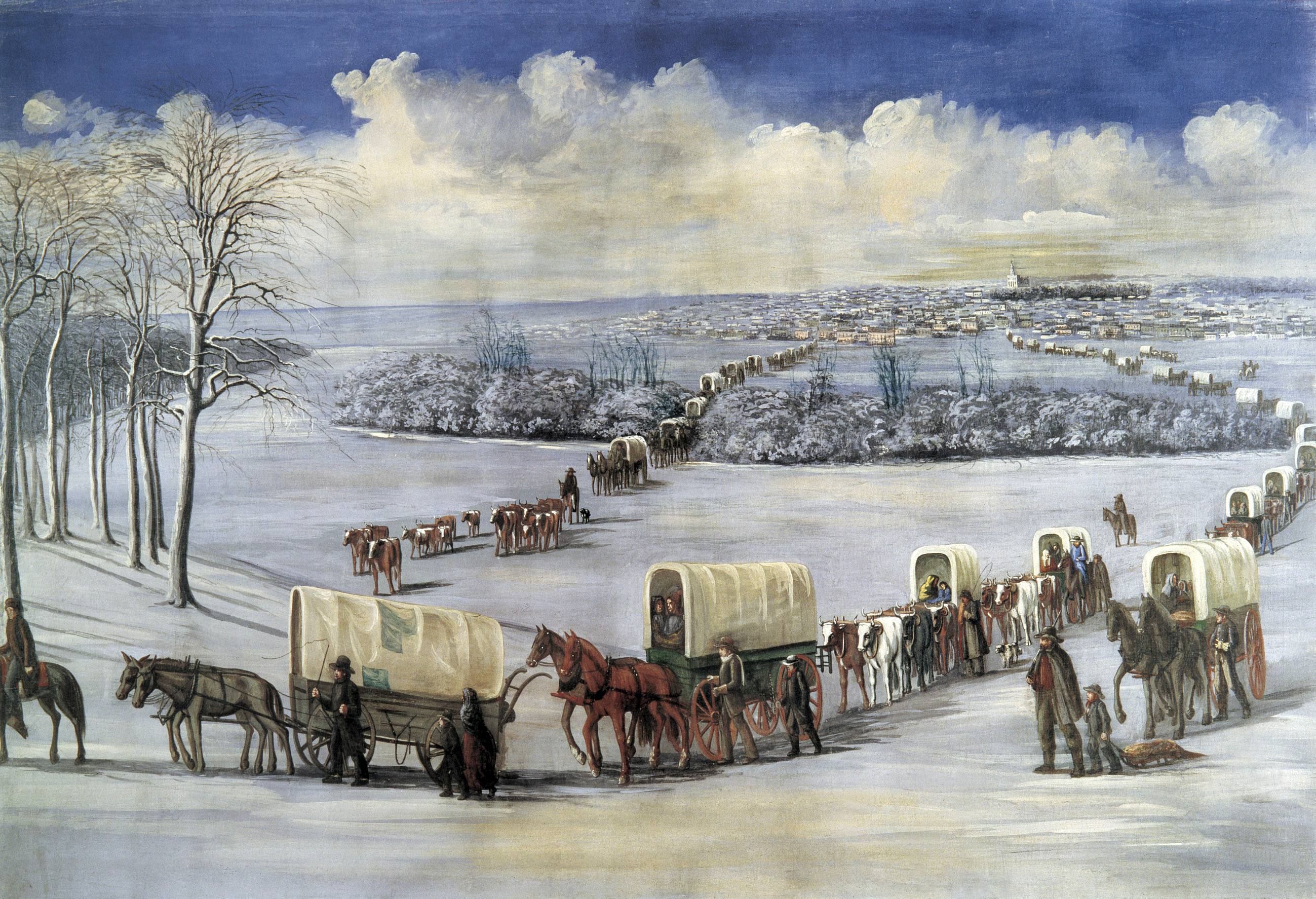
Pioneiros mórmons atravessando o rio Mississipi.

Mesmo com a mudança para o Ohio, Joseph, Emma Smith e outros líderes mórmons não conseguiram evitar conflitos com não-mórmons por muito tempo. Em 1832, Joseph e Sidney Rigdon foram agredidos ferozmente por uma multidão, e tiveram seus corpos cobertos de piches e penas de aves.
De acordo com contas registradas do evento, a multidão quebrou a porta da frente da casa onde vivia Joseph, Emma e os filhos. Arrastaram Joseph para fora da sala, deixando um dos filhos gêmeos do casal exposto em uma cama portátil. Emma Smith sofreu tentativa de estupro e ameaças de assassinato. O bebê foi derrubado da cama para o chão na porta da casa e Joseph Smith foi retirado à força de sua casa. A criança morreu cinco dias após o evento.
Em 6 de novembro de 1832, Emma deu à luz um filho, chamado Joseph Smith III, em Kirtland. Young Joseph (como ficou conhecido o bebê) foi o primeiro dos filhos que ela teve após mudarem-se para Kirtland. Um segundo filho, Frederick Granger Williams (nomeado para um cargo de conselheiro na igreja da Primeira Presidência), nasceu em 29 de junho de 1836.
Após o governador do Missouri, Lilburn Boggs, assinar uma ordem de extermínio contra todos os mórmons que viviam no estado, Joseph Smith Jr. e outros líderes mórmos foram presos. Devido à perseguição religiosa, muitos Santos dos Últimos Dias deixaram o estado. Emma sofreu muitas tribulações. A casa em que vivia com os filhos foi assaltada e ela foi ridicularizada publicamente. Por vezes, ela e os filhos passavam fome. Mesmo com a ajuda ofertada pela denominação religiosa e por outros Santos dos Últimos Dias, entretanto, a situação financeira de Emma e os filhos agravou-se quando ela perdeu a casa em que vivia, que até então era alugada.. Enquanto Joseph e outros líderes da Igreja permaneciam presos em Liberty, Emma e seus quatro filhos fugiram para o assentamento dos Santos dos Últimos Dias no Far West. No assentamento, em 2 de junho de 1838, nasceu um outro filho, chamado Alexander Hale Smith. Com a explosão da Guerra Mórmon, ainda em 1838, Joseph foi liberado da prisão e inocentado. Mesmo assim, ele e Emma foram forçados a deixar o Missouri, juntamente com a maioria dos refugiados Santos dos Últimos Dias. Ela atravessou o rio Mississipi, que havia congelado, em fevereiro de 1839. Sobre essa época, Emma Smith escreveu:
| “ | Não vou tentar escrever os meus sentimentos por completo, para a situação em que você é, as paredes, barras e parafusos, o material dos rios, riachos, subindo morros, vales e afundando, espalhando pradarias que nos separam, e a injustiça cruel que tenta moldá-lo na prisão e ainda mantém você lá... Não foi por inocência consciente ou interferência direta da misericórdia divina, estou muito certa de que nunca deveria ter sido capaz de ter sofrido as cenas de sofrimento que passaram ... mas eu ainda vivo e ainda estou disposta a sofrer mais se é a vontade do céu, que eu deveria por sua causa. E se Deus não registra os nossos sofrimentos e vinga nossos erros em que eles são culpados, devem ser enganados. Você pode estar espantado com a minha escrita ruim e a forma incoerente, mas você perdoará tudo quando você refletir como seria difícil para você escrever quando suas mãos foram reforçadas com trabalho duro e seu coração se contorcer de ansiedade intensa. Mas eu espero que haja melhores dias para vir até nós ainda. … Eu sou sempre o seu carinho. Emma Smith | ” |

Em junho de 1844, com a publicação do Nauvoo Expositor descontentes por membros da Igreja antiga, a imprensa foi destruída pelo delegado da cidade por ordem do conselho da cidade, que colocaram em movimento os acontecimentos que levaram a detenção e prisão de Joseph Smith Jr. em Carthage. Enquanto estava lá, uma multidão de cerca de 200 homens armados assaltaram a Cadeia de Carthage no final da tarde de 27 de junho de 1844. Joseph Smith Jr. e seu irmão, Hyrum, foram assassinados.

### 1844-1879

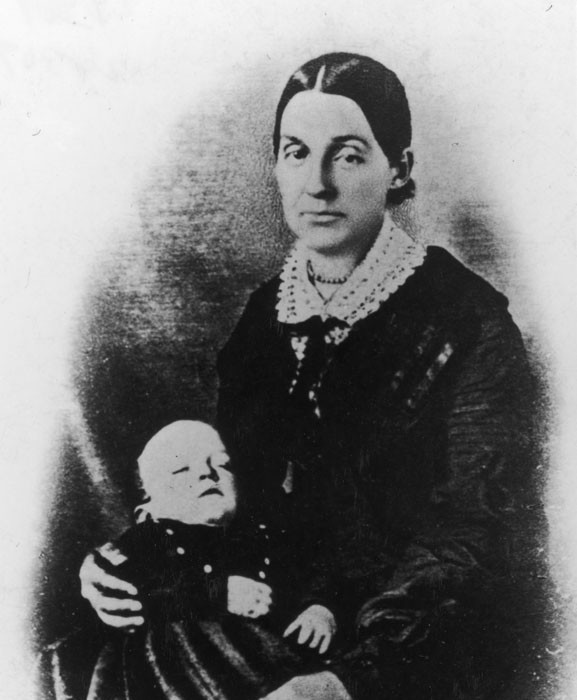
Emma Smith em 1845 com seu último filho David Hyrum Smith.

Com a morte de Joseph Smith Jr., a família de Emma, assim como o Movimento dos Santos dos Últimos Dias, entraram em desordem. Emma ficou viúva, estando grávida. Seu último filho com Joseph nasceu em 17 de novembro de 1844, sendo chamado Davi Hyrum Smith. Além de ter sido presidente da Igreja, Joseph Smith Jr. tinha sido administrador financeiro da denominação. Como resultado, sua propriedade foi totalmente envolvida com as finanças da igreja. O processo tornou-se longo e ameaçador, diante das dívidas pessoais de Emma e sua família.
A própria igreja ficou sem um sucessor claro e uma crise de sucessão seguiu. Essa crise ficou conhecida como Crise na sucessão do Movimento dos Santos dos Últimos Dias. Emma apoiava William Marks para ser o novo presidente da estaca central da igreja, assumindo assim, a presidência da igreja. Porém, mais tarde, Marks apoiou Sidney Rigdon. Após uma reunião realizada em 6 de agosto, grande parte da congregação da igreja votou que o Quórum dos Doze Apóstolos deveriam tornar-se a nova Primeira Presidência da igreja. Brigham Young, o então presidente do Quórum dos Doze, tornou-se presidente da Igreja em Nauvoo, logo em seguida.

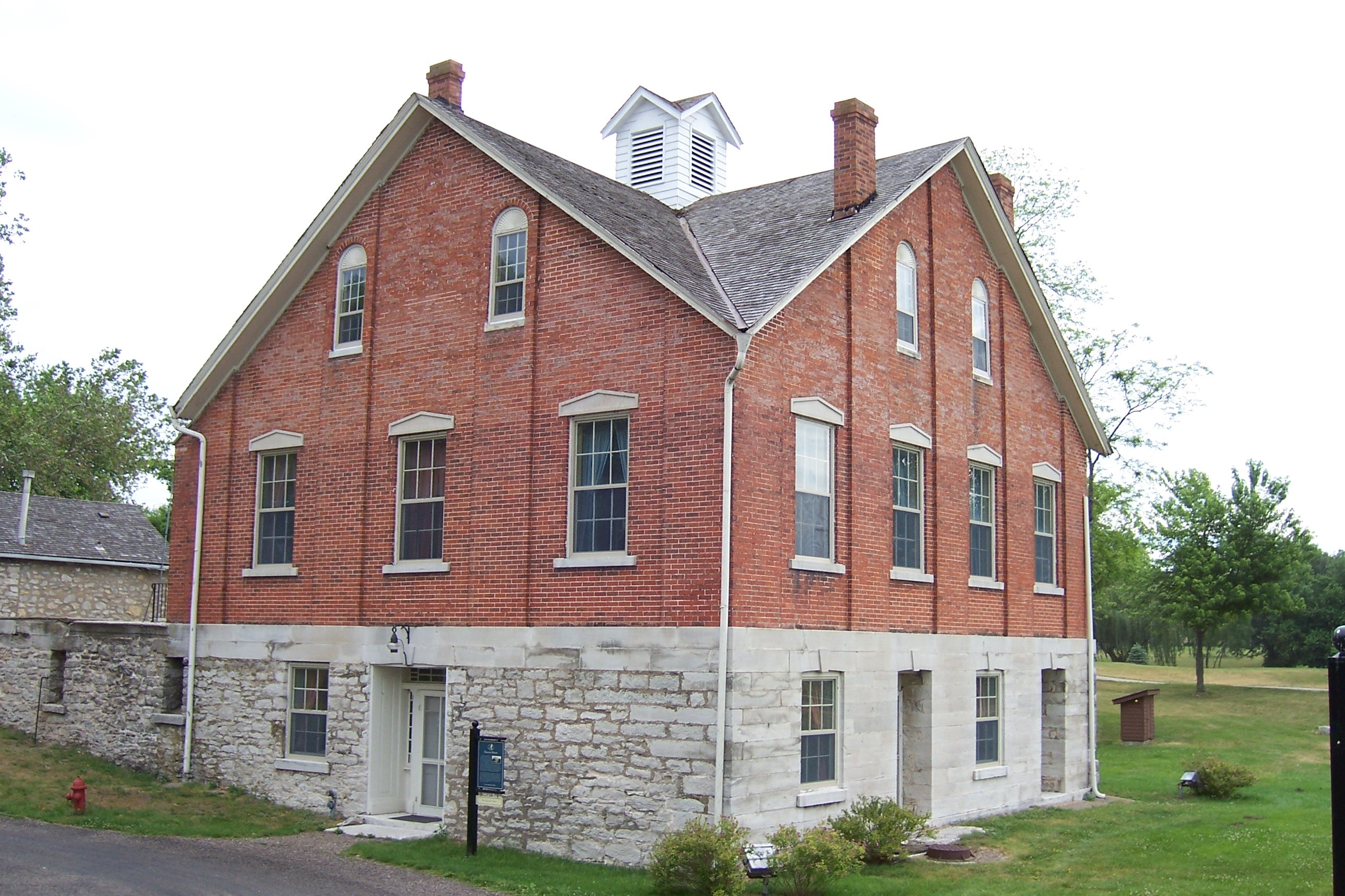
A Casa de Nauvoo, construída em 1840 por Joseph Smith Jr., foi a residência da Família Smith por muitos anos. Após a morte do esposo, Emma Smith fez do lugar um hotel e o rebatizou de Mansão Riverside.

A relação entre Brigham Young e Emma tornou-se hostil. Emma e os membros da Família Smith rejeitavam o apoio à Brigham Young na Presidência da Igreja. A maior parte dos membros da igreja se reuniram na área de Nauvoo. As relações entre os Santos dos Últimos Dias e seus vizinhos também agravaram-se, em perto de uma guerra aberta e, finalmente, Brigham Young tomou a decisão de imigrarem para o Ocidente. Quando ele e a maioria dos Santos dos Últimos Dias de Nauvoo abandonaram a cidade, em 1846, Emma e seus filhos ficaram para trás, em uma cidade praticamente deserta.

#### Segundo casamento
Quase dois anos depois, Emma casou-se novamente, com o Major Lewis C. Bidamon, que se tornou o segundo marido de Emma em 23 de dezembro de 1847. Emma e Lewis Bidamon tentaram operar uma loja comerciária e continuaram a residir na casa deixada por Joseph Smith Jr.. Mais tarde, Emma transformou a casa herdada do ex-marido em um hotel. Ela e sua família permaneceram ricos em imóveis.
Ao contrário de outros membros da família Smith, que tinham por vezes favorecerem as pretensões de James J. Strang ou William Smith, Emma e seus filhos continuaram a viver como não-afiliados Santos dos Últimos Dias. Muitos Santos dos Últimos Dias acreditam que seu filho mais velho, Joseph Smith III, um dia seria chamado para assumir o lugar do pai. Conhecendo os perigos e dificuldades, em primeira mão, Emma pode ter preferido um caminho diferente para seu filho. No entanto, quando ele relatou ter recebido um chamado de Deus para tomar o lugar do pai como chefe de uma "nova organização" da igreja, ela apoiou sua decisão. Tanto ela como Joseph III viajaram para uma conferência em Amboy, no Illinois em 6 de abril de 1860, onde Joseph Smith III foi apoiado como presidente de Igreja Reorganizada de Jesus Cristo dos Santos dos Últimos Dias. A palavra Reorganização foi acrescentada em 1872, e mais tarde tornou-se a Comunidade de Cristo. Emma tornou-se um membro desta organização sem rebatismo, sendo que seu batismo em 1830 ainda foi considerado válido.
Emma e Joseph III retornaram à Nauvoo após a conferência. Em 1866, a sede desta nova denominação mudou-se para Plano. Emma foi convidada pelo filho a novamente selecionar e compor hinos para o novo hinário da Igreja Reorganizada de Jesus Cristo dos Santos dos Últimos Dias, tal como ela havia feito para A Igreja de Jesus Cristo dos Santos dos Últimos Dias.

### Morte

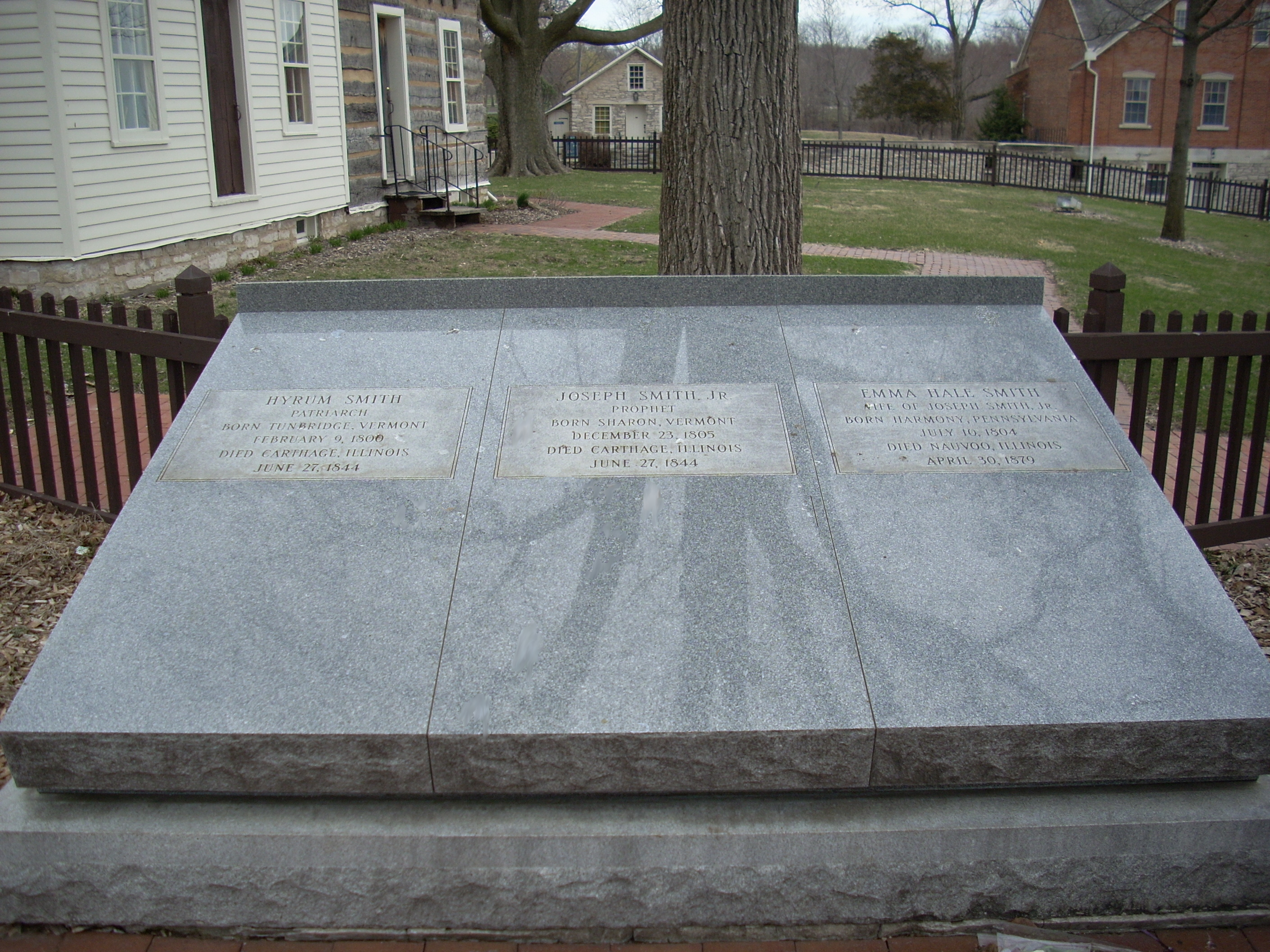
Túmulo de Joseph Smith Jr., Emma Smith e Hyrum Smith.

Já nos últimos dias de sua vida, Emma Smith afirmou que seu primeiro marido, Joseph Smith Jr., não praticava a poligamia. Ela teve ainda, dificuldade em explicar a decisão de que seu filho, Joseph Smith III, praticava ou não a poligamia em segredo e à margem da lei.
Emma viveu quase 35 anos após a morte de Joseph Smith. Ela morreu em 30 de abril de 1879, aos 74 anos. Em seus últimos anos de vida, ela viveu ao lado de seus filhos: Louis Bidamon, Julia, Joseph Smith III e Alexander Smith. De acordo com Alexander Smith, no dia de sua morte, Emma estendeu as mãos para o céu, chamando: Joseph! Joseph!. Em seguida, caiu para trás, nos braços de Alexander e juntou as mãos em seu regaço, morrendo. Elizabeth Revel, enfermeira de Emma, afirmou que dias antes de sua morte, Emma relatou um sonho que teve com Joseph. No suposto sonho, Joseph aparecia para Emma e dizia: "Emma, venha comigo, é tempo para que você venha comigo.". Ainda no sonho, Emma vestia seu xale, colocava seu chapéu e seguia Joseph, para uma mansão bela e bem estruturada, onde eles reencontravam todos os seus filhos.

## Sociedade de Socorro
Emma foi a primeira presidente da Sociedade de Socorro, criada por ela em conjunto com outras vinte mulheres santos dos últimos dias, em 1842. A Sociedade de Socorro congratula-se por ser a organização feminina mais antiga no mundo.
Ainda como presidente da Sociedade de Socorro, Emma elaborou a frase missionária da organização, que foi lida como "criada para provocar os irmãos a praticar boas obras e olhar para as necessidades dos pobres... e para ajudar a desenvolver as virtudes da comunidade feminina". A frase encontra-se na ata da primeira reunião da organização, datada de 1842.

## Hinos e hinários
Em junho de 1832, uma seleção de seis hinos foram publicados na primeira edição do hinário usado pela igreja. O primeiro hinário da igreja fora impresso em 1836 em Kirtland, no estado de Ohio, tendo sido intitulado A Collection of Sacred Hymns. O hinário possuía 90 hinos textos (sem música), compilados por Emma Smith. Mais da metade destes textos foram emprestados de outras tradições protestantes, mas muitas vezes ligeiramente modificados para reforçar a teologia da igreja primitiva. A maioria destas alterações, bem como um grande número das canções originais incluídas no hinário, são atribuídas a William Phelps.
Emma, que foi a principal responsável pela seleção desses hinos, compilou também um segundo hinário com o mesmo título, que foi publicado em Nauvoo em 1841. Este documento continha 304 hinos em texto. Quando seu filho, Joseph Smith III, se tornou presidente da Comunidade de Cristo, em 1860, ela foi novamente convidada a criar um hinário. Essa sua terceira obra foi publicada em 1861.

## Poligamia
Linda King Newell e Valeen Tippetts Avery, dois historiadores e escritores dos Estados Unidos, autores de diversos livros sobre a História de A Igreja de Jesus Cristo dos Santos dos Últimos Dias, fazem a afirmação de que Emma testemunhou vários casamentos de Joseph Smith Jr. às esposas plurais. No entanto, ao longo de sua vida, Emma publicamente negou o conhecimento do envolvimento do marido na prática da poligamia e negou em seu leito de morte que a prática já havia ocorrido.
Emma Smith afirmou que a primeira vez em que tomou conhecimento de uma suposta revelação dada a Joseph atribuindo a poligamia aos mórmons foi através do livro The Seerde, de Orson Pratt, em 1853. Seu filho, Joseph Smith III, tornou-se presidente da Igreja Reorganizada de Jesus Cristo dos Santos dos Últimos Dias, hoje intitulada Comunidade de Cristo, que reuniu muitos dos Santos dos Últimos Dias ainda espalhados por todo o Centro-Oeste e outros lugares dos Estados Unidos. Muitos dos Santos dos Últimos Dias que permaneceram em Nauvoo e arredores haviam rompido com Brigham Young e James Strang, devido à oposição fervorosa à poligamia. A negação contínua de Emma Smith sobre a prática da poligamia tornou-se pública e esta causa tornou-se um dogma da Comunidade de Cristo. Ao longo dos anos, muitos historiadores da Comunidade de Cristo tentam provar que a suposta prática da poligamia teve origem com Brigham Young, mas sem sucesso.